# 木村"HIRO"洋幸
木村"HIRO"洋幸（きむら"ヒロ"ひろゆき）は、日本のゴスペル歌手。

## 略歴
幼少期よりドラムに親しみ、高校生にして近藤房之助のバックバンドを経験。
優れたドラマーとしてその後数々のアーティストをサポート。
21歳の時、ドラムよりヴォーカルに転向し、ジャズライブハウス等に出演。
日本ゴスペル界の第一人者ラニーラッカーとの出逢いをきっかけにゴスペルを学び、2000年より、ゴスペルディレクターとして多くのクワイアを指導。 
自身が主宰のゴスペルクワイア「HIRO's MASS CHOIR」を結成し、最先端のゴスペルミュージックを発信。 
現在は、総勢200名が所属し日本を代表するゴスペルグループとして、活動の幅を拡げている。
ゴスペルディレクターの他、プロデュース、ヴォーカル、ギター、ベース、ドラム、キーボード、マニピュレーター、作曲、編曲などマルチに活躍している。
また、グラミー賞・ステラ賞を受賞した世界的ゴスペルディレクター Kurt Carr (英語版) を日本に誘致。
Kurt Carrと日本中のゴスペルディレクターの架け橋となり、来日公演では共演を果たした。